# Rhynchospora tuerckheimii
Rhynchospora tuerckheimii là loài thực vật có hoa trong họ Cói. Loài này được C.B.Clarke ex Kük. miêu tả khoa học đầu tiên năm 1949.